# Istoria cartofului în România
Istoria cartofului în Țara Românească, Moldova și Transilvania ca plantă cultivată începe, probabil, la începutul secolului al XVIII-lea. Totuși este posibil să fi fost cultivată mult mai devreme la scară mai mică prin grădini, cel puțin în Transilvania. În Transilvania s-a cultivat prima oară cartoful, de aici s-a răspândit și în Țara Românească și în Principatul Moldovei. Din punct de vedere documentar cartoful apare pe teritoriul Transilvaniei în 14 martie 1769 când oficialitățile Guberniatului Regal al Marelui Principat al Transilvaniei (Sibiu) dau o circulară privind cultura cartofului deoarece existau serioase voci din partea populației care se opuneau culturii acestei plante. Circulara a fost înaintată tuturor comitetelor și districtelor și, probabil, scaunelor săsești.
Conform lui C. Teodorescu, în districtul Brașov în anul 1780, Bucșa - birăul din Tohanul Nou raporta notărașului că în anul respectiv nu s-au semănat mere de pământ (în germană Erdäpfel). În 1781 cei din Zărnești raportau autorităților că producția de cartofi a fost bună. 
La începutul secolului al XIX-lea se consolidează răspândirea cartofului deoarece autoritățile locale dar și cele centrale iau o serie de măsuri. Gheorghe Șincai, în lucrarea sa Povățuire către economia de câmp (1806) pomenește și de cartof sub denumirile crumpene și perele cele de pământ (din maghiară krumpli, derivat din germană Grundbirne, literal „pară de pământ”). Cartea, scrisă în limba română cu litere chirilice a fost destinată și românilor din afara Transilvaniei.
În 1814, Vasile Moga, primul episcop ortodox de origine română al Ardealului în timpul administrației habsburgice, poruncește preoților să îndemne oamenii ca de la primăvară să semene picioici (din maghiară pityóka).
Din cauza foametei din 1814, guvernatorul Transilvaniei Gheorghe Bánffy al II-lea dă o circulară în care recomandă cultivarea cartofului chiar și în lipsa animalelor de muncă.
Se pare că în timpul domnitorului Scarlat Callimachi (1812-1819) s-ar fi introdus cultura cartofului în Moldova, adus din Transilvania, conform agronomului Simion P. Radianu - 1906. Această informație este confirmată de lucrarea diplomatului austriac Ștefan Raicevici care spune că un profesor francez deținea în 1812 terenuri în arendă în Moldova care erau cultivate cu cartofi. Din lucrarea lui Nicolae Iorga numită Documentele familiei Callimachi (1902) reiese că domnitorul, în scopul extinderii culturii de cartofi, a pus pe A. I. Beldiman să traducă din greacă o broșură intitulată Învățătură sau povățuirea pentru facerea pâinii din cartofle (tipărită la Iași în 1818). Posibil ca aceasta să fie prima carte în română despre cartof.
În Țara Românească, cronica din timpul lui Ioan Gheorghe Caradja (1812-1818) amintește de vânzarea cartofilor ardeleni pe piața bucureșteană și de cultivarea cartofului de către țăranii din jurul capitalei.

## Vezi și
- Istoria cartofului în Europa

## Legături externe
- Cartoful -,,a doua pâine a țării”, 13 februarie 2012, Gheorghe Cismaru, gazetadeagricultura.info